# فرج آباد (مقاطعة تشالوس)
فرج‌آباد (بالفارسية: فرج‌آباد) هي قرية تقع في قسم كلارستاق الشرقي الريفي (مقاطعة تشالوس) في إيران. يقدر عدد سكانها بـ 706 نسمة .